# Janka Djagileva
Janka Djagileva (egentligen Jana Stanislavovna Djagileva, ryska: Яна Станиславовна Дягилева), född 4 september 1966 i Novosibirsk, död sannolikt 9 maj 1991 nära järnvägsstationen Izdrevaja i Novosibirsk oblast var en rysk (sovjetisk) poet, musiker och medlem av punkmusikgrupperna Grazjdanskaja oborona ("Civilförsvar") och Velikije oktjabri ("De stora oktobrarna").

## Författarskap
Redan som barn började Djagileva sjunga och skriva vers, men det var inte förrän hon lärde känna Alexander Basjlatjov (1985) och Jegor Letov (1987) som hon började ta sin diktning på allvar. De båda musikerna hade en markant påverkan på henne, såväl konstnärligt som personligt. De första kända texterna dateras till 1985.

## Musik
I början av 1988 kom debutalbumet Ne polozjeno ("Ej tillåtet") ut, som följdes av ytterligare inspelningar: Deklassirovannim elementam ("Till de deklasserade elementen") 1988, Prodano! ("Sålt!") 1989, Angedonija ("Anhedoni") samma år, Domoj! ("Hem!") 1989, Styd i sram ("Skam och nesa") 1991.
Djagilevas texter och sång karakteriseras av existentiell smärta, metafysisk förtvivlan och en halvt hopplös längtan bort ur denna realitet.

## Konserter och uppmärksamhet
Djagileva hann ge en hel del konserter, bland annat i Tiumen, Moskva, Leningrad, Charkov, Irkutsk, Tjerepovets och Kiev. Hon nådde dock aldrig någon större berömmelse utanför den unga inofficiella scenens gränser. Djagileva avskydde intervjuer, tog inte betalt för sina konserter och avböjde vid ett tillfälle ett förmånligt erbjudande från ett stort skivbolag.
På kvällen den 9 maj 1991 försvann Djagileva från familjens sommarstuga i Novosibirsk oblast; åtta dagar därpå hittades hon död i floden Inja av en fiskare. Dödsfallet klassades officiellt som en olycka, men antas ha varit självmord.

## Diskografi
- Ne polozjeno (1988)
- Deklassirovannim elementam (1988)
- Prodano! (1989)
- Angedonija (1989)
- Domoj! (1989)
- Styd i sram (1991)